# Підводні човни типу «Глауко»
Підводні човни типу «Глауко» (італ. Classe Glauco) — клас військових кораблів з 2 крейсерських підводних човнів, випущених італійською суднобудівельною компанією CRDA у Трієсті у 1929—1931 роках. Спочатку будувалися як Delfin і Espadarte для ВМС Португалії, але в 1931 році замовник від них відмовився, а в 1932 році уряд Італії перекупив їх для власного Королівського військово-морського флоту. Човни брали участь у боях Другої світової війни.

## Підводні човни типу «Глауко»
Позначення
| № | Корабель | Закладено         | Спущено         | У строю         | Статус                                                                          |
| - | -------- | ----------------- | --------------- | --------------- | ------------------------------------------------------------------------------- |
| 1 | «Глауко» | 10 жовтня 1932    | 5 січня 1935    | 20 вересня 1935 | 27 червня 1941 року знищений британським есмінцем «Вішарт» західніше Гібралтару |
| 2 | «Отаріа» | 17 листопада 1933 | 20 березня 1935 | 20 жовтня 1935  | 1 лютого 1948 року списаний на брухт                                            |